# Turnhout
Turnhout (lat. Turnholtus) – miasto w północno-wschodniej Belgii, w Regionie Flamandzkim, w prowincji Antwerpia, siedziba administracyjna okręgu Turnhout. 1 stycznia 2024 roku liczyło 47 305 mieszkańców. Leży ok. 40 km na wschód od Antwerpii, główne miasto regionu Kempen.
Na obszarze miasta i okolic istnieje wiele firm poligraficznych, m.in. swego czasu największe na świecie wydawnictwo Brepols. Jest ono znane w środowisku akademickim jako papieski wydawca serii Corpus Christianorum (CC), która zawiera krytyczne wydania łacińskich (Series Latina) i greckich (Series Graeca) Ojców Kościoła, a także autorów średniowiecznych (Continuatio Mediaevalis). Seria ta jest pod pewnym względem kontynuacją Patrologii Latina.

## Podział administracyjny
W skład miasta nie wchodzi żadna dzielnica (deelgemeente).

## Osoby

### urodzone w Turnhout
- Greet Minnen, tenisistka

## Współpraca
Miejscowości partnerskie:
- Gödöllő, Węgry
- Hammelburg, Niemcy
- Hanzhong, Chiny
- Vânători, Rumunia